# Mohamed Youssef
Pour les articles homonymes, voir Youssef.
Mohamed Youssef, né le 9 octobre 1970 au Caire, est un footballeur égyptien.

## Carrière

### Carrière de joueur

#### Carrière en club
Youssef commence sa carrière à Al Ahly SC, et remporte six trophées en huit ans. En 1999, il est transféré en Turquie. Il y restera quatre ans, avant de retourner en Égypte et de signer pour ENPPI Club, il mettra fin à sa carrière après deux ans passé au club.

#### Carrière internationale
Il fait ses débuts contre le Maroc lors des éliminatoires de la Coupe d'Afrique 1994. Il participe à la Coupe des confédérations 1999.

### Carrière d’entraîneur
Youssef commence sa carrière d’entraîneur en tant qu'assistant de Hossam Al Badry à Al Ahly. Il devient ensuite "entraîneur par intérim" lors du départ de Hossam Al Badry avant de se voir confié le poste de manière définitive Fin avril 2014, il est remercié.